# CTAN
CTAN é um acrônimo para " Comprehensive TeX Archive Network" é o local oficial onde materiais e softwares relacionados ao TeX podem ser encontrados para download.

## História
Antes do CTAN, algumas pessoas disponibilizavam alguns materiais do TeX para download, mas não houve uma coleta sistemática. Numa discussão que Joachim Schrod organizou na conferência EuroTeX de 1991 surgiu a ideia de reunir as coleções de software separadas. Joachim estava interessado neste tópico porque ele atuava na comunidade do TeX desde 1983 e administrava um dos maiores servidores FTP da Alemanha da época.
O CTAN foi criado em 1992, por Rainer Schöpf, Joachim Schrod, Sebastian Rahtz e George Greenwade.  Ainda existem apenas quatro pessoas que mantêm os arquivos e as atualizações do catálogo TeX: Erik Braun, Ina Dau, Manfred Lotz e Petra Ruebe-Pugliese. O Grupo de Usuários TeX forneceu uma estrutura, um Grupo de Trabalho Técnico, para a organização desta tarefa. O CTAN foi anunciado oficialmente na conferência EuroTeX na Aston University, 1993. O próprio servidor WEB é mantido por Gerd Neugebauer.